# Medal 100-lecia utworzenia Lotniczej Akademii Wojskowej
Odznaka okolicznościowa „Medal 100-lecia utworzenia Lotniczej Akademii Wojskowej” – polskie odznaczenie resortowe; forma uhonorowania osób zasłużonych w kultywowaniu tradycji Sił Powietrznych oraz szkolnictwa wojskowego.

Medal jest symbolem tożsamości z Lotniczą Akademią Wojskową, oraz więzi łączącej żołnierzy i pracowników, której podstawą są wyszkolenie, etos służby i charakter wykonywanych zadań.

Medal decyzją z dnia 19 listopada 2024 ustanowił Minister Obrony Narodowej.

## Zasady nadawania
Prawo do otrzymania medalu przysługuje:
1. Rektorowi-Komendantowi LAW – z tytułu objęcia stanowiska służbowego;
2. żołnierzom zawodowym po przesłużeniu w LAW co najmniej pięciu lat lub którzy w 2025 r. służyli w LAW, a w dwóch ostatnich opiniach służbowych otrzymali średnią ocenę bardzo dobrą (5,00) lub wyższą;
3. pracownikom resortu obrony narodowej po przepracowaniu w LAW co najmniej pięciu lat;
4. innym osobom fizycznym i prawnym szczególnie zasłużonym dla LAW[a].

Medal nadaje Minister Obrony Narodowej.
Prawo do posiadania medalu tracą osoby skazane prawomocnym wyrokiem sądu za przestępstwo popełnione z winy umyślnej lub niskich pobudek. W uzasadnionych przypadkach prawa do medalu mogą być pozbawieni żołnierze prawomocnie ukarani za przewinienia dyscyplinarne.
Decyzję o pozbawieniu prawa do medalu podejmuje Minister Obrony Narodowej z własnej inicjatywy lub na wniosek Rektora-Komendanta LAW bądź Komisji.
Medal wręcza Minister Obrony Narodowej lub wyznaczony przez niego przedstawiciel.

## Wygląd
Medal stanowi koło o średnicy 408 mm w kolorze oksydowanego srebra. Na awersie umieszczony jest pośrodku wizerunek logo stulecia LAW, przedstawiające liczbę 100 ze stylizowanym wizerunkiem przelotu samolotu F-16 i napisem lat Szkoły Orląt. W górnej części odznaki znajduje się napis GRUDZIĄDZ 1925, nawiązujący do miejsca lokalizacji i daty powstania Oficerskiej Szkoły Lotnictwa, do której tradycji nawiązuje LAW. W dolnej części znajduje się napis 2025 DĘBLIN, nawiązujący do daty jubileuszu i miejsca lokalizacji LAW. Na rewersie umieszczono godło LAW, przedstawiające wizerunek wznoszącego się orła z mieczem w dziobie nad gniazdem orląt, utworzonym z liści laurowych i dębowych, między którymi znajduje się wizerunek szachownicy lotniczej – symbolu Sił Powietrznych. W górnej części na obwodzie odznaki umieszczono napis PRO PATRIA SEMPER (ZAWSZE DLA OJCZYZNY). W dolnej części na obwodzie odznaki znajduje się napis LOTNICZA AKADEMIA WOJSKOWA.
Medal zawieszony jest na czerwonej wstążce szerokości 38 mm z umieszczonym pośrodku pionowym szarym pasem szerokości 22 mm z białymi pionowymi liniami szerokości 2 mm po bokach
Medal nosi się na lewej stronie piersi, po orderach i odznaczeniach państwowych oraz po odznaczeniach resortowych.